# Cadena de presidiarios

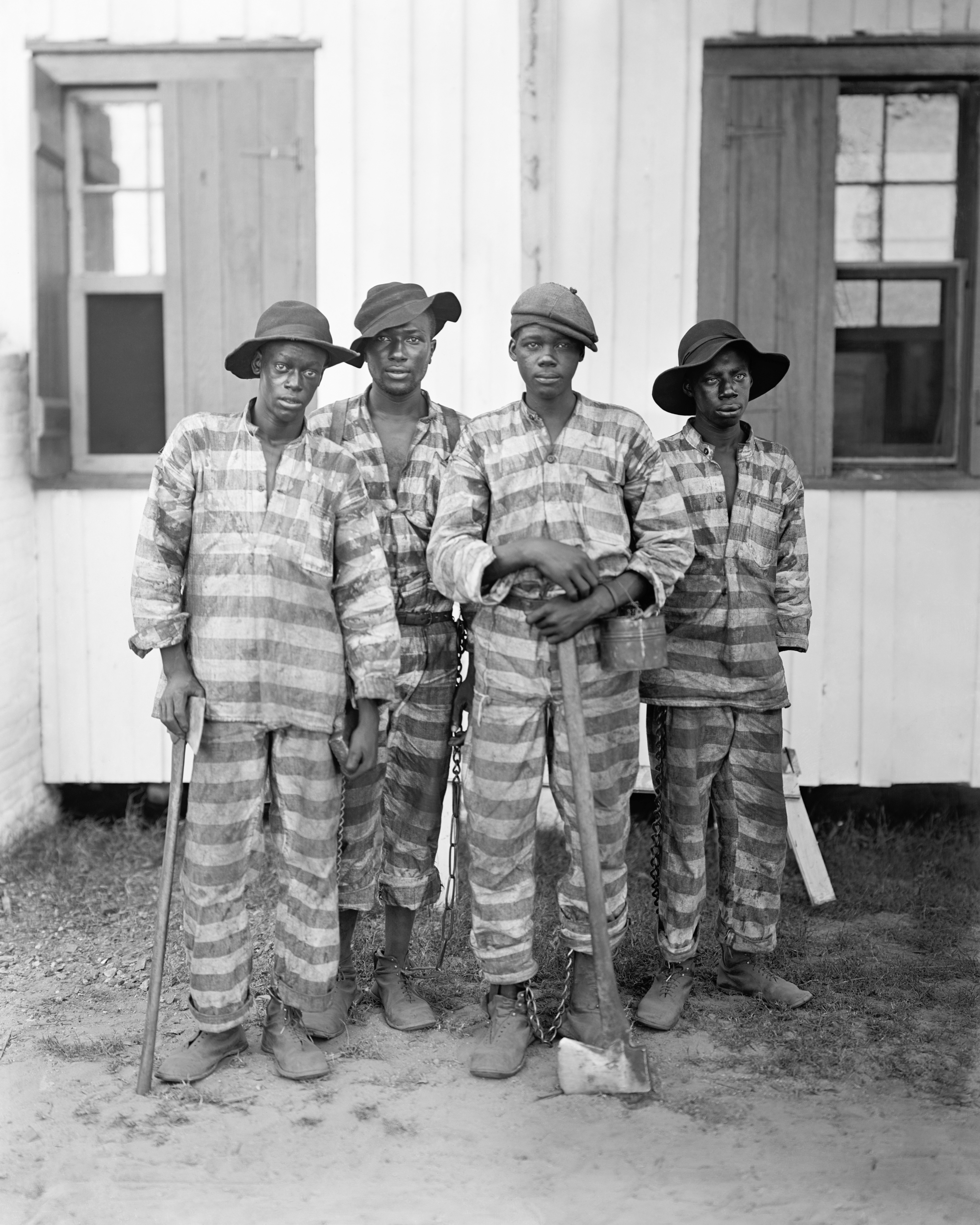
Miembros de una cadena de presidiarios en el sur de los Estados Unidos, entre 1900 y 1906.

Una cadena de presidiarios (en inglés, chain gang) es un grupo de presos encadenados juntos y obligados a realizar trabajos forzados fuera de la prisión, Este sistema fue utilizado principalmente en Estados Unidos. En 1955, se decidió abandonarlo en todo el país, con la excepción de Arizona.